# Campionatul republican de handbal feminin categoria A 1988-1989, echipele
Acest articol prezintă componența echipelor care au participat în Campionatul republican de handbal feminin categoria A 1988-1989.

### CS Știința Bacău
Antrenor principal: Alexandru Eftene
Antrenor secund:
| Nr. | Post               | Nume                | Data nașterii (vârsta) | Înălțime | Selecții | Goluri | Echipă           |
| --- | ------------------ | ------------------- | ---------------------- | -------- | -------- | ------ | ---------------- |
|     | Portar             | Lenuța Bondar       | 28 de ani              | 1,75 m   |          | 0      | CS Știința Bacău |
|     | Portar             | Angela Brîndușoiu   | 23 de ani              | 1,75 m   |          | 0      | CS Știința Bacău |
|     | Portar             | Eugenia Sitaru      | 19 ani                 | 1,76 m   |          | 0      | CS Știința Bacău |
|     | Portar             | Ioana Vasilca       | 30 de ani              | 1,76 m   |          | 0      | CS Știința Bacău |
|     | Centru             | Gabriela Antoneanu  | 14 iulie 1968          | 1,70 m   |          | 64     | CS Știința Bacău |
|     | Intermediar stânga | Lidia Butnărașu     | 24 octombrie 1967      | 1,78 m   |          | 137    | CS Știința Bacău |
|     |                    | Marinela Bratu      | 22 de ani              | 1,71 m   |          | 0      | CS Știința Bacău |
|     |                    | Georgeta Cervenciuc | 26 de ani              | 1,70 m   |          | 31     | CS Știința Bacău |
|     |                    | Elena Ciubotaru     | 7 octombrie 1961       | 1,76 m   |          | 45     | CS Știința Bacău |
|     | Intermediar stânga | Eva Darvaș          | 22 de ani              | 1,80 m   |          | 32     | CS Știința Bacău |
|     |                    | Filofteia Danilof   | 29 de ani              | 1,69 m   |          | 17     | CS Știința Bacău |
|     | Extremă dreapta    | Emilia Luca         | 4 octombrie 1969       | 1,74 m   |          | 203    | CS Știința Bacău |
|     | Centru             | Laurica Lunca       | 4 aprilie 1958         | 1,73 m   |          | 34     | CS Știința Bacău |
|     |                    | Marilena Petrea     | 27 de ani              | 1,68 m   |          | 36     | CS Știința Bacău |
|     |                    | Adriana Popa        | 28 de ani              | 1,59 m   |          | 24     | CS Știința Bacău |
|     |                    | Cristina Țurluianu  | 19 ani                 | 1,70 m   |          | 2      | CS Știința Bacău |

### Rulmentul Brașov
Antrenor principal: Remus Drăgănescu
Antrenor secund: Mircea Bucă
| Nr. | Post   | Nume                 | Data nașterii (vârsta) | Înălțime | Selecții | Goluri | Echipă           |
| --- | ------ | -------------------- | ---------------------- | -------- | -------- | ------ | ---------------- |
|     | Portar | Elena Drăgănescu     | 38 de ani              | 1,66 m   |          | 0      | Rulmentul Brașov |
|     | Portar | Ileana Maiorescu     | 26 de ani              | 1,74 m   |          | 0      | Rulmentul Brașov |
|     |        | Tatiana Beschi       | 29 de ani              | 1,73 m   |          | 0      | Rulmentul Brașov |
|     |        | Cornelia Biolan      | 23 de ani              | 1,74 m   |          | 23     | Rulmentul Brașov |
|     |        | Gabriela Blazinovits | 23 de ani              | 1,81 m   |          | 0      | Rulmentul Brașov |
|     |        | Nicoleta Boriceanu   | 21 de ani              | 1,75 m   |          | 64     | Rulmentul Brașov |
|     |        | Enikő Demeter        | 24 de ani              | 1,74 m   |          | 106    | Rulmentul Brașov |
|     |        | Simona Horincar      | 19 ani                 | 1,80 m   |          | 13     | Rulmentul Brașov |
|     |        | Manuela Ilie         | 26 de ani              | 1,75 m   |          | 51     | Rulmentul Brașov |
|     |        | Mihaela Ilie         |                        |          |          | 2      | Rulmentul Brașov |
|     |        | Adina Ion            | 20 de ani              | 1,78 m   |          | 13     | Rulmentul Brașov |
|     |        | Rodica Marian        | 32 de ani              | 1,63 m   |          | 48     | Rulmentul Brașov |
|     |        | Simona Milică        | 20 de ani              | 1,74 m   |          | 1      | Rulmentul Brașov |
|     |        | Irina Mureșan        | 25 de ani              | 1,63 m   |          | 83     | Rulmentul Brașov |
|     |        | Ribana Oancea        | 21 de ani              | 1,70 m   |          | 3      | Rulmentul Brașov |
|     |        | Monica Partin        | 19 ani                 | 1,84 m   |          | 11     | Rulmentul Brașov |
|     |        | Alina Știrbu         | 20 de ani              | 1,83 m   |          | 35     | Rulmentul Brașov |

### Confecția București
Antrenor principal: Vasile Mărgulescu
Antrenor secund:
| Nr. | Post    | Nume                    | Data nașterii (vârsta) | Înălțime | Selecții | Goluri | Echipă              |
| --- | ------- | ----------------------- | ---------------------- | -------- | -------- | ------ | ------------------- |
|     | Portar  | Liliana Bance           | 19 ani                 | 1,73 m   |          | 0      | Confecția București |
|     | Portar  | Florica Iliescu         | 31 de ani              | 1,65 m   |          | 0      | Confecția București |
|     | Portar  | Florica Iosifescu       | 34 de ani              | 1,76 m   |          | 0      | Confecția București |
|     | Portar  | Hajnal Pálfi-Jianu      | 1963 (25 de ani)       | 1,78 m   |          | 0      | Confecția București |
|     |         | Marusia Arvatu          | 23 de ani              | 1,62 m   |          | 10     | Confecția București |
|     |         | Sorina Arvatu           | 21 de ani              | 1,68 m   |          | 25     | Confecția București |
|     |         | Violeta Băjenaru        | 21 de ani              | 1,70 m   |          | 0      | Confecția București |
|     | Extremă | Cristina Tache-Berbece  | 27 de ani              | 1,78 m   |          | 115    | Confecția București |
|     |         | Constanța Căpățînă      | 21 de ani              | 1,77 m   |          | 0      | Confecția București |
|     |         | Georgeta Constantinescu | 34 de ani)             | 1,65 m   |          | 7      | Confecția București |
|     |         | Gabriela Costea         | 21 de ani              | 1,74 m   |          | 0      | Confecția București |
|     |         | Steliana Croitoru       | 21 de ani              | 1,70 m   |          | 40     | Confecția București |
|     |         | Rodica Grigoraș         | 34 de ani              | 1,79 m   |          | 94     | Confecția București |
|     |         | Liliana Hăvîrneanu      | 23 de ani              | 1,70 m   |          | 0      | Confecția București |
|     |         | Ecaterina Mincu         | 24 de ani              | 1,65 m   |          | 24     | Confecția București |
|     |         | Mirela Nicolescu        |                        |          |          | 6      | Confecția București |
|     |         | Vasilina Nuțu           | 32 de ani)             | 1,70 m   |          | 31     | Confecția București |
|     |         | Liliana Popescu         | 24 de ani)             | 1,74 m   |          | 4      | Confecția București |
|     |         | Niculina Preoțescu      | 28 octombrie 1952      | 1,75 m   |          | 83     | Confecția București |
|     |         | Ioana Prică             | 27 de ani)             | 1,72 m   |          | 2      | Confecția București |
|     |         | Corina Țîncu            | 21 de ani              | 1,80 m   |          | 21     | Confecția București |
|     |         | ? Vasile                |                        |          |          | 5      | Confecția București |

### Mecanică Fină București
Antrenor principal: Nicolae Diaconu
Antrenor secund: Grigore Niță
| Nr. | Post                | Nume                    | Data nașterii (vârsta) | Înălțime | Selecții | Goluri | Echipă                  |
| --- | ------------------- | ----------------------- | ---------------------- | -------- | -------- | ------ | ----------------------- |
|     | Portar              | Gabriela Bolocan        | 24 de ani              | 1,74 m   |          | 0      | Mecanică Fină București |
|     | Portar              | Petruța Oanță           | 24 de ani              | 1,69 m   |          | 0      | Mecanică Fină București |
|     | Portar              | Ștefania Rădulescu      | 21 de ani              | 1,72 m   |          | 0      | Mecanică Fină București |
|     |                     | Georgeta Bălan          | 21 de ani              | 1,63 m   |          | 4      | Mecanică Fină București |
|     |                     | Florentina Ciubotaru    |                        |          |          | 21     | Mecanică Fină București |
|     |                     | Florentina Firu         | 21 de ani              | 1,60 m   |          | 0      | Mecanică Fină București |
|     |                     | Marilena Fînaru         | 19 ani                 | 1,76 m   |          | 79     | Mecanică Fină București |
|     |                     | Georgeta Gavrilă        | 23 de ani              | 1,65 m   |          | 45     | Mecanică Fină București |
|     |                     | Ana Giura               | 20 de ani              | 1,77 m   |          | 21     | Mecanică Fină București |
|     |                     | Luminița Grigore-Gligor | 21 de ani              | 1,67 m   |          | 9      | Mecanică Fină București |
|     |                     | Mioara Ilie-Cipăian     | 21 de ani              | 1,72 m   |          | 48     | Mecanică Fină București |
|     | Intermediar dreapta | Sorina Lefter           | 21 august 1970         | 1,79 m   |          | 197    | Mecanică Fină București |
|     |                     | Elena Marin             | 20 de ani              | 1,65 m   |          | 53     | Mecanică Fină București |
|     |                     | Alina Neagu             | 18 ani                 | 1,71 m   |          | 0      | Mecanică Fină București |
|     |                     | Florentina Neagu        | 21 de ani              | 1,71 m   |          | 0      | Mecanică Fină București |
|     |                     | Carmen Popa             | 19 ani                 | 1,71 m   |          | 0      | Mecanică Fină București |
|     |                     | Cristina Rusu           | 25 de ani              | 1,72 m   |          | 6      | Mecanică Fină București |

### CS Rapid București
Antrenor principal: Tiberiu Milea
Antrenor secund:
| Nr. | Post               | Nume                         | Data nașterii (vârsta) | Înălțime | Selecții | Goluri | Echipă             |
| --- | ------------------ | ---------------------------- | ---------------------- | -------- | -------- | ------ | ------------------ |
|     | Portar             | Doina Crișan                 | 21 de ani              | 1,81 m   |          | 0      | CS Rapid București |
|     | Portar             | Ana Moldovan                 | 25 de ani              | 1,75 m   |          | 1      | CS Rapid București |
|     | Portar             | Stela Rupa                   | 21 de ani              | 1,80 m   |          | 0      | CS Rapid București |
|     |                    | Mariana Dincă                | 18 ani                 | 1,67 m   |          | 6      | CS Rapid București |
|     |                    | Vasilica Dobre-Mirea         | 27 de ani              | 1,67 m   |          | 27     | CS Rapid București |
|     | Extremă stânga     | Marilena Doiciu (căpitan)    | 3 iulie 1967           | 1,70 m   |          | 68     | CS Rapid București |
|     | Intermediar stânga | Roxana Gheorghiu             | 19 aprilie 1974        | 1,86 m   |          | 19     | CS Rapid București |
|     |                    | Sevastița Grigore-Cantonieru | 28 de ani              | 1,70 m   |          | 56     | CS Rapid București |
|     | Extremă            | Sultana Iagăru-Aiacoboaie    | 9 aprilie 1956         | 1,63 m   |          | 0      | CS Rapid București |
|     |                    | Aurelia Ignat-Grindeanu      | 19 ani                 | 1,73 m   |          | 42     | CS Rapid București |
|     | Extremă dreapta    | Florica Ivan                 | 19 septembrie 1968     | 1,65 m   |          | 78     | CS Rapid București |
|     | Centru             | Gheorghița Mălai-Oprea       | 29 de ani              | 1,73 m   |          | 66     | CS Rapid București |
|     |                    | Mirela Nicolescu             | 18 ani                 | 1,83 m   |          | 0      | CS Rapid București |
|     |                    | Felicia Oanea                | 28 de ani              | 1,77 m   |          | 23     | CS Rapid București |
|     |                    | Sorina Petre                 | 18 ani                 | 1,72 m   |          | 3      | CS Rapid București |
|     |                    | Adriana Stanciu              | 27 de ani              | 1,73 m   |          | 56     | CS Rapid București |
|     |                    | Daniela Țurcanu              | 18 ani                 | 1,80 m   |          | 51     | CS Rapid București |
|     |                    | Ioana Vasile                 | 28 de ani              | 1,69 m   |          | 0      | CS Rapid București |
|     |                    | Ionela Vasile                | 18 ani                 | 1,69 m   |          | 0      | CS Rapid București |

### Hidrotehnica Constanța
Antrenor principal: Lucian Rîșniță
Antrenor secund: Dumitru Muși
| Nr. | Post   | Nume                    | Data nașterii (vârsta) | Înălțime | Selecții | Goluri | Echipă                 |
| --- | ------ | ----------------------- | ---------------------- | -------- | -------- | ------ | ---------------------- |
|     | Portar | Carmen Frangu           | 31 de ani              | 1,81 m   |          | 0      | Hidrotehnica Constanța |
|     | Portar | Elisabeta Roșu          | 20 de ani              | 1,74 m   |          | 0      | Hidrotehnica Constanța |
|     |        | Mihaela Bodnar          | 21 de ani              | 1,67 m   |          | 1      | Hidrotehnica Constanța |
|     |        | Estera Carapetru        | 21 de ani              | 1,67 m   |          | 23     | Hidrotehnica Constanța |
|     |        | Larisa Cazacu           | 31 de ani              | 1,75 m   |          | 56     | Hidrotehnica Constanța |
|     |        | Irina Cămui             | 26 de ani              | 1,67 m   |          | 55     | Hidrotehnica Constanța |
|     |        | Georgeta Ciobănică      | 21 de ani              | 1,65 m   |          | 2      | Hidrotehnica Constanța |
|     |        | Teodora Diaconu         | 25 de ani              | 1,81 m   |          | 1      | Hidrotehnica Constanța |
|     |        | Mirela Gheorghe         | 18 ani                 | 1,70 m   |          | 7      | Hidrotehnica Constanța |
|     | Pivot  | Simona Iovănescu-Manea  | 12 septembrie 1967     | 1,74 m   |          | 69     | Hidrotehnica Constanța |
|     |        | Georgeta Motoșcă        | 21 de ani              | 1,65 m   |          | 13     | Hidrotehnica Constanța |
|     |        | Cristina Pisică         | 18 ani                 | 1,72 m   |          | 0      | Hidrotehnica Constanța |
|     |        | Gabriela Pîrîianu-Raiță | 22 de ani              | 1,79 m   |          | 69     | Hidrotehnica Constanța |
|     |        | Nicoleta Roșca          | 20 de ani              | 1,74 m   |          | 57     | Hidrotehnica Constanța |
|     |        | Marina Solomon          | 18 ani                 | 1,67 m   |          | 0      | Hidrotehnica Constanța |
|     |        | Camelia Stan            | 19 ani                 | 1,82 m   |          | 0      | Hidrotehnica Constanța |
|     |        | Aurelia Terzi           | 24 de ani              | 1,71 m   |          | 0      | Hidrotehnica Constanța |
|     |        | Angela Tudoran-Haidău   | 25 de ani              | 1,78 m   |          | 85     | Hidrotehnica Constanța |

### TEROM Iași
Antrenor principal: Cornel Bădulescu
Antrenor secund: Florin Popovici
| Nr. | Post    | Nume                  | Data nașterii (vârsta) | Înălțime | Selecții | Goluri | Echipă     |
| --- | ------- | --------------------- | ---------------------- | -------- | -------- | ------ | ---------- |
|     | Portar  | Iulia Dimofte         | 20 de ani              | 1,78 m   |          | 0      | TEROM Iași |
|     | Portar  | Gabriela Nițu         | 20 de ani              | 1,78 m   |          | 0      | TEROM Iași |
|     | Portar  | Cornelia Rădășanu     | 23 de ani              | 1,73 m   |          | 0      | TEROM Iași |
|     | Extremă | Lăcrămioara Alexescu  | 21 de ani              | 1,72 m   |          | 16     | TEROM Iași |
|     |         | Angela Anton          | 29 de ani              | 1,78 m   |          | 68     | TEROM Iași |
|     |         | Mihaela Chelaru       | 20 de ani              | 1,70 m   |          | 65     | TEROM Iași |
|     |         | Gabriela Condrea      | 20 de ani              | 1,68 m   |          | 8      | TEROM Iași |
|     | Extremă | Rodica Covaliuc       | 28 de ani              | 1,68 m   |          | 48     | TEROM Iași |
|     | Pivot   | Valentina Cozma       | 14 august 1963         | 1,77 m   |          | 112    | TEROM Iași |
|     |         | Tereza Croitoru       | 20 de ani              | 1,65 m   |          | 3      | TEROM Iași |
|     | Centru  | Beatrice Duca         | 20 de ani              | 1,78 m   |          | 160    | TEROM Iași |
|     |         | Gabriela Horga        | 22 de ani              | 1,78 m   |          | 3      | TEROM Iași |
|     |         | Gabriela Lupan        | 20 de ani              | 1,68 m   |          | 2      | TEROM Iași |
|     |         | Aspazia Mocanu-Crețan | 23 de ani              | 1,75 m   |          | 7      | TEROM Iași |
|     |         | Lenuța Munteanu       | 28 de ani              | 1,70 m   |          | 0      | TEROM Iași |
|     |         | Corina Nisipeanu      | 22 de ani              | 1,65 m   |          | 51     | TEROM Iași |
|     |         | Rădița Oneț           | 25 de ani              | 1,75 m   |          | 2      | TEROM Iași |
|     |         | Cristina Spătaru-Popa | 22 de ani              | 1,77 m   |          | 3      | TEROM Iași |

### Dorobanțul Ploiești
Antrenor principal: Mircea Anton
Antrenor secund:
| Nr. | Post   | Nume                     | Data nașterii (vârsta) | Înălțime | Selecții | Goluri | Echipă              |
| --- | ------ | ------------------------ | ---------------------- | -------- | -------- | ------ | ------------------- |
|     | Portar | Daniela Avramescu        | 28 de ani              | 1,73 m   |          | 0      | Dorobanțul Ploiești |
|     | Portar | Cornelia Ciucardel       | 19 ani                 | 1,75 m   |          | 0      | Dorobanțul Ploiești |
|     | Portar | Aura Coteț               | 18 ani                 | 1,72 m   |          | 0      | Dorobanțul Ploiești |
|     |        | Cristina Anton           | 23 de ani              | 1,66 m   |          | 24     | Dorobanțul Ploiești |
|     |        | Elena Barbu              | 26 de ani              | 1,84 m   |          | 3      | Dorobanțul Ploiești |
|     |        | Gabriela Bârzu           | 24 de ani              | 1,75 m   |          | 4      | Dorobanțul Ploiești |
|     |        | Tatiana Bortaș           | 26 de ani              | 1,81 m   |          | 53     | Dorobanțul Ploiești |
|     |        | Gabriela Dincescu        | 24 de ani              | 1,75 m   |          | 15     | Dorobanțul Ploiești |
|     |        | Carmen Ioniță            | 29 de ani              | 1,67 m   |          | 0      | Dorobanțul Ploiești |
|     |        | Ioana Keller             | 27 de ani              | 1,64 m   |          | 0      | Dorobanțul Ploiești |
|     |        | Daniela Lupu             | 18 ani                 | 1,78 m   |          | 38     | Dorobanțul Ploiești |
|     |        | Mihaela Marineac         | 29 de ani              | 1,67 m   |          | 12     | Dorobanțul Ploiești |
|     |        | Georgeta Raicu-Petre     | 21 de ani              | 1,66 m   |          | 40     | Dorobanțul Ploiești |
|     |        | Carmen Scărlătescu       | 25 de ani              | 1,73 m   |          | 46     | Dorobanțul Ploiești |
|     |        | Mirela Scridon           | 21 de ani              | 1,66 m   |          | 6      | Dorobanțul Ploiești |
|     |        | Geta Smarandache         |                        |          |          | 30     | Dorobanțul Ploiești |
|     |        | Carmen State             | 25 de ani              | 1,66 m   |          | 1      | Dorobanțul Ploiești |
|     |        | Geta Stoenescu-Opincariu | 27 de ani              | 1,62 m   |          | 14     | Dorobanțul Ploiești |
|     |        | Felicia Tabără           | 19 ani                 | 1,71 m   |          | 20     | Dorobanțul Ploiești |
|     |        | Simona Tudor             | 22 de ani              | 1,77 m   |          | 70     | Dorobanțul Ploiești |

### Chimistul Râmnicu Vâlcea
Antrenor principal: Ioan Gherhard
Antrenor secund: Gheorghe Ionescu
| Nr. | Post                | Nume                      | Data nașterii (vârsta) | Înălțime | Selecții | Goluri | Echipă                   |
| --- | ------------------- | ------------------------- | ---------------------- | -------- | -------- | ------ | ------------------------ |
|     | Portar              | Viorica Dumitrache        | 26 de ani              | 1,73 m   |          | 0      | Chimistul Râmnicu Vâlcea |
|     | Portar              | Carmen Moldovan           | 21 de ani              | 1,76 m   |          | 2      | Chimistul Râmnicu Vâlcea |
|     | Portar              | Doina Rodeanu             | 30 de ani              | 1,78 m   |          | 1      | Chimistul Râmnicu Vâlcea |
|     |                     | Georgeta Curmenț          | 18 ani                 | 1,66 m   |          | 0      | Chimistul Râmnicu Vâlcea |
|     |                     | Maria Dincă               | 28 de ani              | 1,74 m   |          | 4      | Chimistul Râmnicu Vâlcea |
|     |                     | Mihaela Grădinaru         | 20 de ani              | 1,74 m   |          | 3      | Chimistul Râmnicu Vâlcea |
|     | Intermediar stânga  | Monica Iacob              | 7 septembrie 1972      | 1,76 m   |          | 0      | Chimistul Râmnicu Vâlcea |
|     | Pivot               | Lăcrămioara Lazăr         | 19 ani                 | 1,76 m   |          | 105    | Chimistul Râmnicu Vâlcea |
|     | Extremă dreapta     | Nadina Nedelcu            | 27 mai 1969            | 1,67 m   |          | 47     | Chimistul Râmnicu Vâlcea |
|     |                     | Elena Păunescu            | 20 de ani              | 1,78 m   |          | 0      | Chimistul Râmnicu Vâlcea |
|     |                     | Denisa Păunescu           | 20 de ani              |          |          | 0      | Chimistul Râmnicu Vâlcea |
|     |                     | Rodica Pestrea            | 31 de ani              | 1,67 m   |          | 2      | Chimistul Râmnicu Vâlcea |
|     |                     | Maria Petruș              |                        |          |          | 20     | Chimistul Râmnicu Vâlcea |
|     | Pivot               | Denisa Romete-Nan         | 1966 (22 de ani)       | 1,79 m   |          | 72     | Chimistul Râmnicu Vâlcea |
|     | Intermediar dreapta | Mariana Tîrcă             | 9 octombrie 1962       |          |          | 166    | Chimistul Râmnicu Vâlcea |
| 4   | Intermediar stânga  | Edit Török-Matei          | 16 octombrie 1964      | 1,78 m   |          | 117    | Chimistul Râmnicu Vâlcea |
|     | Intermediar         | Liliana Țopea-Bloju       | 4 ianuarie 1967        | 1,79 m   |          | 25     | Chimistul Râmnicu Vâlcea |
| 11  | Centru              | Maria Verigeanu (căpitan) | 25 ianuarie 1959       | 1,71 m   |          | 130    | Chimistul Râmnicu Vâlcea |

### CS Mureșul Târgu Mureș
Antrenor principal: Gheorghe Ionescu
Antrenor secund: Valentin Pop
| Nr. | Post               | Nume             | Data nașterii (vârsta) | Înălțime | Selecții | Goluri | Echipă                 |
| --- | ------------------ | ---------------- | ---------------------- | -------- | -------- | ------ | ---------------------- |
|     | Portar             | Angela Bloj      | 30 de ani              | 1,76 m   |          | 0      | CS Mureșul Târgu Mureș |
|     | Portar             | Emese Kiss       | 21 de ani              | 1,74 m   |          | 0      | CS Mureșul Târgu Mureș |
|     | Portar             | Ramona Mihalache | 18 ani                 | 1,75 m   |          | 0      | CS Mureșul Târgu Mureș |
|     |                    | Maria Avram      | 25 de ani              | 1,74 m   |          | 51     | CS Mureșul Târgu Mureș |
|     |                    | Carmen Bartha    | 26 de ani              | 1,72 m   |          | 0      | CS Mureșul Târgu Mureș |
|     |                    | Adriana Bărbat   | 21 de ani              | 1,66 m   |          | 46     | CS Mureșul Târgu Mureș |
|     |                    | Andrea Biró      | 20 de ani              | 1,72 m   |          | 13     | CS Mureșul Târgu Mureș |
|     |                    | Zita Biró        | 29 de ani              | 1,65 m   |          | 42     | CS Mureșul Târgu Mureș |
|     |                    | Maria Buciuman   | 31 de ani              | 1,63 m   |          | 1      | CS Mureșul Târgu Mureș |
|     |                    | Gabriela Florea  | 21 de ani              | 1,72 m   |          | 16     | CS Mureșul Târgu Mureș |
|     |                    | Éva Gál-Mózsi    | 27 de ani              | 1,71 m   |          | 118    | CS Mureșul Târgu Mureș |
|     |                    | Erzsébet Gödri   | 21 de ani              | 1,72 m   |          | 0      | CS Mureșul Târgu Mureș |
|     |                    | Tünde Kozma      | 24 de ani              | 1,75 m   |          | 0      | CS Mureșul Târgu Mureș |
|     | Intermediar stânga | Eszter Mátéfi    | 14 februarie 1966      | 1,76 m   |          | 188    | CS Mureșul Târgu Mureș |
|     |                    | Corina Mușat     | 24 de ani              | 1,70 m   |          | 27     | CS Mureșul Târgu Mureș |
|     |                    | Erika Párdi      | 22 de ani              | 1,79 m   |          | 13     | CS Mureșul Târgu Mureș |
|     |                    | Elena Stroia     | 25 de ani              | 1,71 m   |          | 54     | CS Mureșul Târgu Mureș |

### Constructorul Timișoara
Antrenor principal: Gavrilă Mureșan
Antrenor secund: Lucian Gheorghe
| Nr. | Post           | Nume                         | Data nașterii (vârsta) | Înălțime | Selecții | Goluri | Echipă                  |
| --- | -------------- | ---------------------------- | ---------------------- | -------- | -------- | ------ | ----------------------- |
|     | Portar         | Maria Dragomir               | 27 de ani              | 1,63 m   |          | 0      | Constructorul Timișoara |
|     | Portar         | Florica Gallovits            | 30 de ani              | 1,69 m   |          | 0      | Constructorul Timișoara |
|     | Portar         | Cerasela Păsculescu          | 20 de ani              | 1,79 m   |          | 0      | Constructorul Timișoara |
|     |                | Mirela Boici-Căuș            | 25 de ani              | 1,65 m   |          | 10     | Constructorul Timișoara |
|     |                | Viorica Cojocărița           | 35 de ani              | 1,69 m   |          | 43     | Constructorul Timișoara |
|     |                | Anica Feier-Pasăre           | 22 de ani              | 1,68 m   |          | 32     | Constructorul Timișoara |
|     |                | Constanța Florea             | 18 ani                 | 1,63 m   |          | 0      | Constructorul Timișoara |
|     |                | Monica Görbe                 | 18 ani                 | 1,75 m   |          | 0      | Constructorul Timișoara |
|     |                | Dorina Gurgu                 | 27 de ani              | 1,60 m   |          | 0      | Constructorul Timișoara |
|     |                | Liliana Ignea                | 18 ani                 | 1,64 m   |          | 19     | Constructorul Timișoara |
|     |                | Daniela Ionescu              | 25 de ani              | 1,61 m   |          | 16     | Constructorul Timișoara |
|     |                | Aurica Kovács                | 27 de ani              | 1,63 m   |          | 0      | Constructorul Timișoara |
|     |                | Georgeta Oncu (căpitan)      | 25 de ani              | 1,78 m   |          | 0      | Constructorul Timișoara |
|     |                | Rodica Pălici-Ighișan        | 28 de ani              | 1,74 m   |          | 160    | Constructorul Timișoara |
|     |                | Florina Rădoi-Pekarov        | 26 de ani              | 1,80 m   |          | 21     | Constructorul Timișoara |
|     |                | Rodica Scutelnicu            | 25 de ani              | 1,83 m   |          | 20     | Constructorul Timișoara |
|     |                | Dragoslava Stancov           | 21 de ani              | 1,73 m   |          | 53     | Constructorul Timișoara |
|     | Extremă stânga | Zoranca Ștefanovici-Gheorghe | 29 de ani              | 1,68 m   |          | 15     | Constructorul Timișoara |
|     |                | Anica Tomuleac               | 20 de ani              | 1,69 m   |          | 40     | Constructorul Timișoara |
|     |                | Florica Torjoc               | 27 de ani              | 1,65 m   |          | 85     | Constructorul Timișoara |
|     |                | Daniela Trucă                | 20 de ani              | 1,79 m   |          | 0      | Constructorul Timișoara |
|     |                | Elena Văipan                 | 18 ani                 | 1,81 m   |          | 0      | Constructorul Timișoara |
|     |                | ? Balint                     |                        |          |          | 6      | Constructorul Timișoara |

### Textila I.A.S. Zalău
Antrenor principal: Gheorghe Tadici
Antrenor secund: Elena Tadici
| Nr. | Post            | Nume                          | Data nașterii (vârsta) | Înălțime | Selecții | Goluri | Echipă               |
| --- | --------------- | ----------------------------- | ---------------------- | -------- | -------- | ------ | -------------------- |
|     | Portar          | Magdalena Albert              | 18 ani                 | 1,78 m   |          | 0      | Textila I.A.S. Zalău |
|     | Portar          | Mioara Coție                  | 19 ani                 | 1,76 m   |          | 0      | Textila I.A.S. Zalău |
|     | Portar          | Lucia Goia                    | 19 ani                 | 1,75 m   |          | 0      | Textila I.A.S. Zalău |
|     | Portar          | Ana Grigor                    | 27 de ani              | 1,72 m   |          | 0      | Textila I.A.S. Zalău |
|     | Portar          | Livia Nicorici                | 29 de ani              | 1,66 m   |          | 0      | Textila I.A.S. Zalău |
|     |                 | Claudia Antal                 | 20 de ani              | 1,77 m   |          | 29     | Textila I.A.S. Zalău |
|     |                 | Andreea Baka                  | 18 ani                 | 1,83 m   |          | 0      | Textila I.A.S. Zalău |
|     |                 | Ana Bălănean                  | 13 august 1960         | 1,70 m   |          | 237    | Textila I.A.S. Zalău |
|     |                 | Artemiza Bartăș               | 22 de ani              | 1,78 m   |          | 79     | Textila I.A.S. Zalău |
|     |                 | Dorina Bartăș                 | 20 de ani              | 1,77 m   |          | 3      | Textila I.A.S. Zalău |
|     | Extremă stânga  | Maria Cenan                   | 20 septembrie 1960     |          |          | 18     | Textila I.A.S. Zalău |
|     |                 | Adriana Cherezi               | 25 de ani              | 1,78 m   |          | 25     | Textila I.A.S. Zalău |
|     |                 | Tamara Colesniuc              | 25 de ani              | 1,76 m   |          | 0      | Textila I.A.S. Zalău |
|     |                 | Amalia Dan                    | 19 ani                 | 1,67 m   |          | 0      | Textila I.A.S. Zalău |
|     |                 | Lăcrămioara Fiastru (căpitan) | 4 decembrie 1963       | 1,70 m   |          | 83     | Textila I.A.S. Zalău |
|     |                 | Sanda Fechete                 | 22 de ani              | 1,79 m   |          | 8      | Textila I.A.S. Zalău |
|     | Extremă dreapta | Carmen Goarnă                 | 2 octombrie 1966       | 1,67 m   |          | 30     | Textila I.A.S. Zalău |
|     |                 | Gabriela Muntean              | 9 ianuarie 1960        | 1,76 m   |          | 13     | Textila I.A.S. Zalău |
|     |                 | Adriana Morar                 | 22 de ani              | 1,81 m   |          | 45     | Textila I.A.S. Zalău |
|     |                 | Alina Ortelecan               | 18 ani                 | 1,68 m   |          | 0      | Textila I.A.S. Zalău |
|     |                 | Ligia Petruț                  | 18 ani                 | 1,72 m   |          | 0      | Textila I.A.S. Zalău |
|     |                 | Mariana Pop                   | 19 ani                 | 1,71 m   |          | 0      | Textila I.A.S. Zalău |
|     |                 | Maria Seiche                  | 19 ani                 | 1,68 m   |          | 2      | Textila I.A.S. Zalău |